# مقاطعة إل دورادو (كاليفورنيا)
مقاطعة إل دورادو (بالإنجليزية: El Dorado County)‏ هي إحدى مقاطعات ولاية كاليفورنيا في الولايات المتحدة الأمريكية.